# Iyuno Media Group
Iyuno Media Group – międzynarodowe przedsiębiorstwo oferujące usługi sporządzania napisów, tłumaczeń i dubbingu. Siedziba Iyuno Media Group mieści się w Singapurze. Iyuno Media Group posiada studia nagraniowe w 15 krajach świata oraz dostarcza usługi tłumaczeniowe i dubbingowe w ponad 40 językach. Grupa zatrudnia ok. 700 pracowników na całym świecie.
Przedsiębiorstwo powstało w 2002 roku. Pierwotnie firma zajmowała się sporządzaniem koreańskich napisów do treści anglojęzycznych. W 2010 roku Iyuno poszerzyło swoją ofertę o usługi przekładu między różnymi językami. Do Iyuno Media Group należy aplikacja internetowa wykorzystywana w tworzeniu napisów dialogowych – iMediaTrans.
We wrześniu 2019 r. Iyuno połączyło się z BTI Studios. W styczniu 2021 r. grupa poinformowała o przejęciu SDI Media.